# The Color of Money
The Color of Money (no Brasil "A cor do dinheiro" ) é um filme estadunidense de 1986 do gênero drama, dirigido por Martin Scorsese e baseado em livro de Walter Tevis. Trata-se da continuação de The Hustler, lançado em 1961 e também estrelado por Paul Newman.

## Sinopse
Eddie Felson é um ex-campeão de snooker que num bar conhece Vincent, um jovem de grande talento no taco. Eddie decide lhe ensinar tudo o que sabe e fazer dele uma versão mais jovem de si mesmo. Mas a amizade entre eles entra em conflito por causa da personalidade infantil de Vincent.

## Elenco
- Paul Newman .... Eddie Felson
- Tom Cruise .... Vincent Lauria
- Mary Elizabeth Mastrantonio .... Carmen
- Helen Shaver .... Janelle
- John Turturro .... Julian
- Bill Cobbs .... Orvis
- Robert Agins .... Earl
- Alvin Anastasia .... Kennedy
- Elizabeth Bracco .... Diane
- Lloyd Moss .... narrador
- Forest Whitaker .... Amos
- Iggy Pop
- Charles Scorsese
- Martin Scorsese (voz)

## Principais prêmios e indicações
Oscar 1987 (EUA)
- Venceu na categoria de melhor ator (Paul Newman).
- Recebeu indicação nas categorias de melhor atriz coadjuvante (Mary Elizabeth Mastrantonio), melhor direção de arte e melhor roteiro adaptado.

Globo de Ouro 1987 (EUA)
- Recebeu duas indicações, nas categorias de melhor ator - drama (Paul Newman) e melhor atriz coadjuvante (Mary Elizabeth Mastrantonio).

National Board of Review 1986 (EUA)
- Venceu na categoria de melhor ator (Paul Newman).